# Šuljam
Šuljam (ćir: Шуљам) je naselje u općini Srijemska Mitrovica u Srijemskom okrugu u Vojvodini.

## Stanovništvo
Prema popisu stanovništva iz 2002. godine u naselju Šuljam živi 744 stanovnika, od čega 589 punoljetnih stanovnika s prosječnom starosti od 40,4 godina (38,0 kod muškaraca i 42,7 kod žena). U naselju ima 248 kućanstava, a prosječan broj članova po domaćinstvu je 3,00.
Prema popisu iz 1991. godine u naselju je živjelo 741 stanovnik.
| Etnički sastav 2002. |            |        |
| Narod                | Stanovnika |        |
| Srbi                 | 713        | 95,83% |
| Hrvati               | 4          | 0,53%  |
| Rusini               | 4          | 0,53%  |
| Romi                 | 3          | 0,40%  |
| Ukrajinci            | 1          | 0,13%  |
| Jugoslaveni          | 1          | 0,13%  |
| nepoznato            | 8          | 1,07%  |

| broj stanovnika | 802   | 810   | 952   | 863   | 777   | 741   | 744   |
|                 | 1948. | 1953. | 1961. | 1971. | 1981. | 1991. | 2001. |

## Vanjske poveznice
- Karte, položaj vremenska prognoza
- Satelitska snimka naselja